# Chayuttra Pramongkhol
Chayuttra Pramongkhol (en thaï : สิริวิมล ประมงคล), auparavant Sirivimon Pramongkhol , née le 29 novembre 1994 dans le district de Mueang Chonburi, est une haltérophile thaïlandaise.

## Carrière
Pramongkhol participe aux Jeux olympiques d'été de 2012 dans la catégorie des moins de 48 kg féminin, terminant à la 4e place. Elle était vice-championne du monde juniors cette même année.
En 2018, elle est championne du monde avec un total de 186kg. Elle est ensuite déchue de son titre et interdite de compétition jusqu'en 2020 par la fédération internationale d'haltérophilie après avoir été testée positive au anabolisants.
Elle remporte la médaille d'argent dans l'épreuve féminine des 45 kg aux championnats du monde d'haltérophilie 2022 à Bogota, en Colombie. L'année suivante, elle remporte le titre aux championnats du monde 2023.